# ناحیه بئر بوحوش
ناحیه بئر بوحوش (به عربی: دائرة بئر بوحوش) یک ناحیه و شهرداری در الجزایر است که در استان سوق اهراس واقع شده‌است. ناحیه بئر بوحوش ۱۱٬۸۸۸ نفر جمعیت دارد.